# Памятник Колумбу (Буэнос-Айрес)
Памятник Христофору Колумбу (исп. Monumento a Cristóbal Colón) — памятник в городе Буэнос-Айрес, в Парке Колумба, расположенный между дворцом Каса Росада и улицей Авенида Ла-Рабида.
29 июня 2013 года памятник был снят для реставрации указом губернатора Буэнос-Айреса и заменён памятником Хуане Асурдуй де Падилье, что вызвало споры.
Его строительство было профинансировано богатым итальянским иммигрантом, Антонио Девото, в качестве подарка Аргентине в честь столетия Майской революции. Итальянский скульптор Арнольдо Дзокки заложил краеугольный камень 24 мая 1910 года. Памятник был открыт в 1921 году. Общий вес памятника — 623 тонны, его высота — 26 метров.
Центральная колонна сделана из одного блока и на вершине находится статуя Христофора Колумба, которая весит 38 тонн и 6,25 м в высоту. Статуя высечена из знаменитого мрамора из Карарры.
Весь памятник был сделан в Италии, но он был разобран для транспортировки в Буэнос-Айрес, где сам Дзокки руководил возведением памятника.
Также возведены дополнительные скульптуры, создание которых было вдохновлено мифологическим персонажем Медея греческого драматурга Софокла, представляющих «Наукй», «Гения», «Океан» и «Цивилизацию»[прояснить]. Есть также изображения, связанные с жизнью Колумба вместе с некоторыми аллегориями, которые представляют понятия «вера» и «будущее».
На поверхности памятника остались следы, оставшиеся от бомбардировки площади Мая произошедшей в 1955 году. На основе памятника планируется открыть музей, посвящённый жизни колонизаторов. Убран с площади 29 июня 2013 и передан в аэропорт Хорхе Ньюбери.

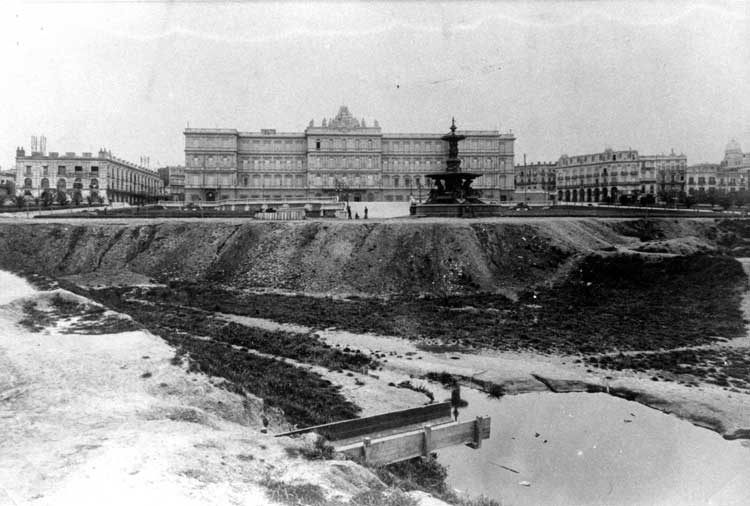
Фонтан Монументаль, просуществовал до 1921 года, на месте, где сейчас стоит памятник Колумбу.

## История
Памятник был подарком от общины жителей Италии Аргентине по случаю празднования столетия со дня Майской революции. Комитет под председательством Антонио Девото — стал организатором проекта и отвечал за использование собранных средств. Многие итальянские иммигранты внесли взносы, от крупных торговцев до самых бедных иммигрантов. По Закону Буэнос-Айреса № 5105 от 26 августа 1907 года, уполномоченным в выдаче разрешения на строительство памятника; 24 мая 1910 года был заложен краеугольный камень на месте будущего памятника, но скульптура прибыла в Аргентину только 14 апреля 1921 года и памятник был открыт 15 июня 1921 года.
Памятник является работой флорентийского скульптора Арнальдо Зоччи (1862—1940), который был выбран конкурсной комиссии по сбору средств. Скульптор создал памятник полностью в Италии, который был затем разобран и перевезен в Буэнос-Айрес, где памятник был установлен в парке Колумба. Памятник открыл президент Иполито Иригойен. С основным докладом выступил министр иностранных дел Хонорио Пуэйрредон. В церемонии открытия памятника приняли участие все желающие, в частности итальянские власти, волонтеры и представители учреждений.
Что касается площади, которая окружает памятник, она стала работой архитектора Карлоса Тэйса (Thays) и строительство её началось 28 ноября 1894 г. Площадь была открыта в 1904 году и в 1911 году были построены террасы и лестницы к Рио-де-ла-Плата. В 1921 году было завершено озеленение площади, разработанное Эухенио Карраско и Франсиско Лавеччиа. На месте памятника фонтан Монументаль был демонтирован, его части в настоящее время выставлены в различных местах Буэнос-Айреса.
В 1955 году, Каса Росада и его окрестности пострадали от бомбардировки авиации ВМФ Аргентины, в связи с попыткой государственного переворота против президента Хуана Доминго Перона; и парк Колумба, как и памятник слегка поврежден снарядами. На восточной стороне памятника остались следы пуль и снарядов, выпущенных во время бомбардировки площади Мая в 1955 году, когда самолёты морской авиации пытались убить президента Хуана Доминго Перона. В 1987 году памятник Колумбу попытались реставрировать.

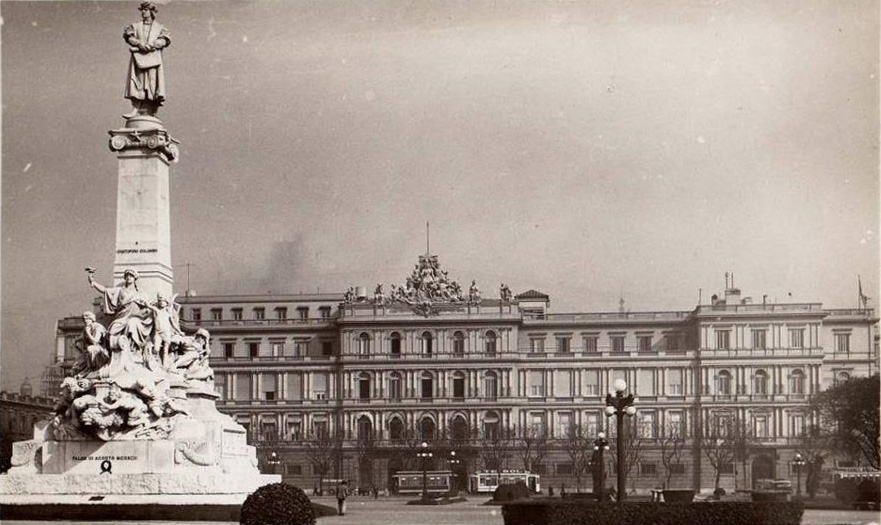
Памятник в 1930 году.

## Описание
Это аллегорический памятник в центре площади, изображает Колумба, наблюдающего плавание на восток. Идея создания памятника пришла от представителей итальянской общины в Аргентине, которая считала, необходимым создание памятника Колумбу в стране, и, хотя были расхождения относительно самого памятника, все согласились что адмирал должен стоять недалеко от Рио-де-Ла-Плата (чьи берега были всего в нескольких метрах от памятника, когда он открыт).
В этом случае статуя Христофора Колумба создана на основе других скульптур мореплавателя, высота которых от 3,5 до 5 м, иллюстрирующая подвиг великого мореплавателя. Три основные группы присутствуют в памятнике:
- Самое главное, Колумб и его достижения, представлены как исполнение пророческих стихов Медея Сенеки, которые, присутствуют в северной части колонны и в задней части памятная медаль об открытии памятника.
- Второй темой стала католическая церковь в Америке через евангелизацию (миссионерство). Важная группа скульптур, состоящих из людей которые способствовали развитию христианства на американской земле символизируют евангелизацию.
- Третья группа представляет собой участие Испании в распространении католичества и оформляется двумя повествовательными барельефами, расположенными в северной и южной сторонах постамента, показывая Колумба представившего свой проект католическим монархам (северная сторона) и Барселона, возвращение из первой экспедиции, показывая экзотический новый мир Европе (южная сторона).

Более подробное описание каждого из его сторон описание следующее:
- На передней части постамента, находится надпись, Cristoforo Colombo Palos III Agosto MCDXCII — указывающая место и дату отправления Колумба в первое путешествие в Америку. Скульптурная группа,, напоминает, что он направлялся из Палоса, отправление корабля, Цивилизация в лице фигуры с факелом в правой руке, Genius левой рукой указывает на далекую землю. «Наука» задумчиво смотрит, как корабль уходит в море.
- На задней части памятника, представлена Вера и Справедливость, на передней — История и Теория, и в нижней части представлена Воля. Кроме того, указано имя автора памятника, Арнальдо Зоччи, гравировка сопровождается словами «Molis Artifix» и даты его рождения и смерти[11].

На северной стороне навигатор приносит присягу католическим монархам. Рядом аллегория, показывает бородатого человек с печатью: это бог океана, или Протей, сын Нептуна, бога моря. Южная сторона памятника представляет собой возвращение Колумба в Европу. Король Фердинанд II Арагонский сидит, Изабелла I Кастильская стоит, титаны поворачивают глобус, в результате чего на свет появляется новый мир, который представлен лежащей фигурой, символ иррационализма.
На западной стороне (обращенной к дворцу Каса Росада) изображена женская фигура с завязанными глазами (или юстиция) и также стоит большой крест, который, поднимают моряки, символизируя таким образом цель создания веры в новых землях. Колумб стоит, наблюдая за горизонтом, он держит в руках диаграммы, сделанные из одного блока мрамора. Северная сторона имеет надпись на латинском языке: — Конец второго акта Медеи, Сенеки. Это процитировано как пророчество путешествия Колумба.
Ниже скульптуры, которая находится на южной стороне памятника есть склеп, который был разработан для создания музея, который никогда не был осуществлён. Первоначально у него пол и стены были покрыты каррарским мрамором. Внутри, на обеих сторонах двери, две мраморные доски, на которых записаны фразы Христофора Колумба и его сына Фернандо соответственно. Фриз окрашен маслом на холсте Франческо Паоло Паризи, представляющего историю навигации от открытия до первых двух десятилетий двадцатого века, дополнительно проиллюстрирован, этот последний этап, с крейсерами, подводными лодками и самолётами. В центре потолок, окрашен синим с золотыми звёздами. В склепе находится лампа из кованого железа, бронзовый резной сундук, содержащий кирпич с родины Колумба из города Генуи и блок резного мрамора, извлеченного из Палатина, пожертвованного Римом. Кирпич исчез с течением времени. Мраморная доска в склепе позволила войти в подвал: круговой коридор 6 м глубиной достигает края постамента.

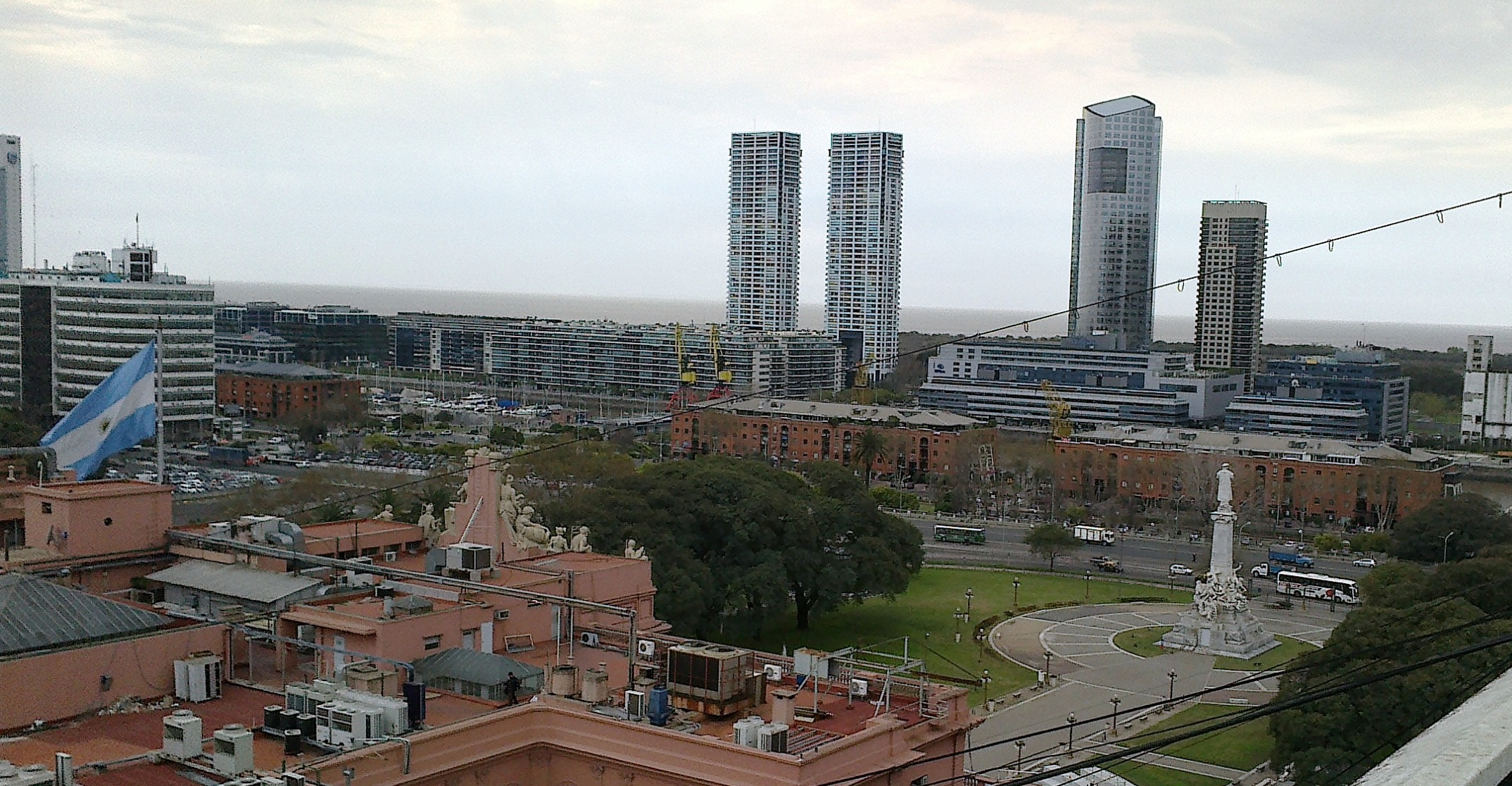
Вид на Парк Колумба и Министерство Экономики.

## Технические характеристики
Её высота составляет 26 м (статуя 6 м) и общий вес 623 тонны (370 тонн сам памятник и 250 тонн основание, статуя Колумба весит около 40 тонн).
Чтобы создать памятник потребовалось перенести огромные блоки из каррарского мрамора, которые были извлечены из карьера, для этого понадобились сотни рабочих. Десятки волов перевозили блоки до железнодорожного вокзала и доставили их в Рим, где команды рабочих работали в мастерской скульптора Зоччи. Поскольку некоторые из блоков мрамора-за его избыточного веса и плохого состояния улиц-не могли быть размещены на телегах, надо было использовать рычаги, чтобы их доставить. Транспорт требовался только несколько недель работы, и основная часть создания скульптуры затратила почти десять лет работы, прерываемая лишь из-за Первой мировой войны. Из-за своего веса, памятник имеет очень глубокий и сильный фундамент, который можно увидеть из его подвала, который 6 м глубиной.
Для доставки в Буэнос-Айрес фирма Vasena Hnos построила специальные леса; статуя моряка была перенесена с помощью гидравлической лебёдки, расположенной на верхней части лесов, установленных по распоряжению Генерального директора порта Умберто Канале. На подъём и размещение статуи ушло три дня.